# فريتز غراو
فريتز غراو (بالألمانية: Fritz Grau)‏ وهو متزلج جماعي ألماني، ولد في عام 1894  م.

## وصلات خارجية
- فريتز غراو على موقع أوليمبيديا (الإنجليزية)